# Dale Murphy
Dale Bryan Murphy (* 12. März 1956 in Portland, Oregon, USA) ist ein ehemaliger Outfielder und Star der Major League Baseball. Er spielte dort von 1976 bis 1993 und war vor allem bei den Atlanta Braves erfolgreich.
Murphy wurde zweimal, 1982 und 1983, zum Major League Player of Excellence der National Baseball League ernannt.

## Karriere
Als Spieler der Brigham Young University kam Dale Murphy 1974 in der Erstrundenauswahl der Major League Baseball zu den Atlanta Braves. Der 1,96 m große Rechtshänder bestritt sein erstes Spiel in der Major League am 3. September 1976 im Doppel. Er schlug seine ersten beiden Hits und sorgte für zwei der drei Runs seiner Mannschaft, die mit 4:3 gegen die Los Angeles Dodgers verlor.
Am Ende der Saison 1976 kam Murphy in 19 Spielen zum Einsatz und erzielte 9 Punkte. Im Jahr 1977 erzielte er 12 Punkte und schlug seine ersten beiden Home Runs in seiner Karriere in nur 18 Spielen.
Seine erste volle Saison spielte er 1978. Sein Schlagdurchschnitt lag dabei bei ,226 und er wurde 145 Mal Strikeout geschlagen – mehr als jeder andere Batter in der National League. Dennoch schlug er 23 Home Runs und erzielte 79 Runs.
Im Jahr 1980, in dem er 89 Punkte erzielte und 33 Home Runs schlug, erhielt er seine erste Einladung zum Major League Baseball All-Star Game.
In den Jahren 1982 und 1983 schlug Murphy jeweils 36 Home Runs und dominierte die National bei den Runs (109 und 121). In beiden Spielzeiten wurde er zum Major League Spieler der Saison gewählt. In der Saison 1983 führte er die Nationalmannschaft auch in den Kategorien Kraftdurchschnitt und durchschnittliche Feldpräsenz  an.
Seine letzte Saison mit 100 oder mehr produzierten Punkten erlebte er 1987, als er 105 Punkte zählen ließ.
Am 3. August 1990 wechselte Dale Murphy im Rahmen eines Spielertauschs zu den Philadelphia Phillies. Der Pitcher Tommy Greene machte sich ebenfalls auf den Weg nach Philadelphia und Jeff Parrett, ein weiterer Pitcher, wechselte nach Atlanta. Murphy stand bis zum Ende der Saison 1992 für die Phillies auf dem Feld.
1993 unterschrieb er als Free Agent bei den Colorado Rockies, für die er 26 Spiele bestritt, bevor er seine Karriere beendete.
Insgesamt schlug Dale Murphy in 2180 gespielten Partien 2111 Hits, davon 398 Home Runs. Er erzielte dabei 1197 Punkte. Sein Karriere-Batting-Durchschnitt liegt bei ,265.

## Hall of Fame
Dale Murphy ist seit 1998 für die Aufnahme in die Baseball Hall of Fame qualifiziert. Bisher hat er jedoch noch nie die erforderlichen 75 % der Stimmen erhalten, um in die Hall of Fame aufgenommen zu werden. Sein Name wird jedoch von mindestens 5 % der stimmberechtigten Mitglieder der Baseball Chronists of America Association gewählt, so dass sein Name Jahr für Jahr auf den Stimmzetteln auftaucht. In seinem vorletzten Jahr der Wahlberechtigung im Jahr 2012 erhielt er nur 14,5 % der Stimmen.
Zu den genannten Gründen für die verhältnismäßig wenigen Stimmen gehören die Tatsache, dass die Braves, das Team, für das er hauptsächlich spielte, in den 1980er Jahren selten gute Mannschaften hatten sowie die Ära der Home Runs (und für einige auch die der Steroide), die in den 1990er Jahren begann und die Statistiken vieler Starspieler viel höhere Zahlen aufweisen ließ, als die, die Murphy zu seiner Zeit vorlegte.

## Privatleben
Dale Murphy ist Mormone. Aus religiösen Gründen konsumiert er weder Alkohol noch Tabak und duldete zu seiner Zeit als aktiver Sportler auch keine weiblichen Journalisten in der Umkleidekabine. Darüber schrieb er unter anderem in seiner Autobiografie Murph, die sich mit seinem Glauben und seinem Werdegang in der Mormonenkirche befasst.
Zudem setzt sich der Baseball-Spieler aktiv gegen den Gebrauch von Drogen, insbesondere von leistungssteigernden Drogen ein. So gründete er die gemeinnützige Stiftung iWontCheat ("Ich werde nicht betrügen"), um junge Sportler zu ermutigen, sich von Drogen fernzuhalten. Darüber hinaus hat er zwei Bücher geschrieben, die sich unter anderem mit diesem Thema befassen: The Scouting Report on Professional Athletics und The Scouting Report for Youth Athletics.
Im Jahr 2004 erwog Dale Murphy für die Republikanische Partei als Gouverneur von Utah zu kandidieren, was jedoch nie zu einer konkreten Umsetzung kam.
Murphy und seine Frau Nancy haben acht Kinder, sieben Söhne und eine Tochter. Ihr Sohn Shawn ist seit 2008 ein Spieler der Miami Dolphins, einer American-Football-Mannschaft der NFL.